# Catholicoi armeni di Cilicia
Questa voce contiene la lista dei catholicoi armeni di Cilicia.
Il patriarcato armeno fu trasferito dall'Armenia alla Cilicia (regione costiera dell'Anatolia sudorientale) nel 1058.
Il catholicosato di Cilicia continuò ad esistere anche quando al sede armena di Echmiadzin fu restaurata, nel 1441, ed esiste tuttora. 
Attualmente la sede si trova ad Antilyas, in Libano.  
Sua santità, il catholicos d'Armenia e di tutti gli armeni ha sovranità sul catholicos di Cilicia, sebbene quest'ultimo operi indipendentemente.

## Catholicoidella Grande Casa di Cilicia e del Medio Oriente

### Prima era di Sis, 267-301
- San Gregorio Illuminatore (267-301)

San Gregorio si spostò a Echmiadzin nel 301 e rimase in carica fino al 325. 
Vedi in lista dei catholicoi di Armenia la ininterrotta successione.
La sede rimase vacante fino al 1058 quando il patriarcato tornò in Cilicia.

### Era di Sivas, 1058-1062, era di Tavbloor, 1062-1066
- Khachig II di Cilicia (1058-1065)

### Era di Dzamendav (Zamidia), 1066-1116
- Gregorio II il Martyrophile (1066-1105)
- Basilio di Cilicia (1105-1113)

### Era di Dzovk, 1116-1149, era di Hromgla, 1149-1293
- Gregorio III di Cilicia (1113-1166)
- Nerses IV Shnorhali (1166-1173)
- Gregorio IV il giovane (1173-1193)
- Gregorio V di Cilicia (1193-1194)
- Gregorio VI di Cilicia (1194-1203)
- Giovanni VI il Ricco (1203-1221)
- David III di Arkakaghina - catholicos scelto da Leone I a causa di dissapori con di Giovanni VI (1207-1212)
- Costantino I di Cilicia (1221-1267)
- Giacobbe I il Colto (1268-1286)
- Costantino II di Cilicia (1286-1289)
- Stefano IV di Cilicia (1290-1293)

### Seconda era di Sis, 1293-1930
- Gregorio VII di Cilicia (1293-1307)
- Costantino III di Cilicia (1307-1322)
- Constantine IV di Cilicia 1323-1326
- Giacobbe II di Cilicia (1327-1341), d. 1359
- Mekhitar di Cilicia (1341-1355) 
  - Giacobbe II di Cilicia (restaurato) (1355-1359)
- Mesrob di Cilicia (1359-1372)
- Costantino V di Cilicia (1372-1374)
- Paolo I di Cilicia (1374-1382)
- Teodoro II di Cilicia (1382-1392)
- Garabed di Cilicia (1393-1404)
- Giacobbe III di Cilicia (1404-1411)
- Gregorio VIII di Cilicia (1411-1418)
- Paolo II di Cilicia (1418-1430)
- Costantino VI di Cilicia (1430-1439)
- Gregorio IX di Cilicia (1439-1446)

Duriante il regno di Gregorio IX la sede di Echmiadzin fu restaurata, 1441.
- Garabed II di Cilicia (1446-1477)
- Stepanos di Cilicia (1475-1483)
- Hovhannes I di Cilicia (1483-1488)
- Hovhannes II di Cilicia (1489-1525)
- Hovhannes III di Cilicia (1525-1539)
- Simeone di Cilicia (1539-1545)
- Ghazar (1545-1547)
- Toros di Cilicia (1548-1553)
- Khachadour I di Cilicia (1553-1558)
- Khachadour II di Cilicia (1560-1584)
- Azaria I di Cilicia (1584-1601)
- Hovhannes IV di Cilicia (1601-1621) 
  - Bedros I di Cilicia(coadiutore) (1601-1608)
- Minas di Cilicia (1621-1632)
- Simeon II di Cilicia (1633-1648)
- Nerses di Cilicia
- Toros II di Cilicia (1654-1657)
- Khachadour III di Cilicia (1657-1677)
- Sahak I di Cilicia (1677-1683)
- Azaria II di Cilicia (1683-1686)
- Grigor II di Cilicia (1686-1695)
- Asdvadzadour (1695-1703)
- Madteos  (1703-1705)
- Hovhannes V (1705-1721)
- Grigor III  (1721/2-1729)
- Hovhannes VI (1729/30-1731)
- Ghougas (1731-1737)
- Michael I di Cilicia  (1737-1758)
- Gabriel di Cilicia  (1758-1770)
- Yeprem I  (1770-1784)
- Toros III (1784-1796)
- Giragos I di Cilicia (1797-1822)
- Yeprem II (1822-1833)
- Michael II di Cilicia (1833-1855)
- Giragos II di Cilicia (1855-1866)
- Mekerdich (1871-1894)
  - sede vacante (1894-1902)

### Era di Antelias, Libano, dal 1930
- Sahag II di Cilicia (1902-1939)
  - Papken I di Cilicia (coadiutore) (1931-1936)
- Bedros IV di Cilicia (1940)
  - sede vacante (1940-1943)
- Karekin I (1943-1952)
- Zareh di Cilicia (1956-1963)
- Khoren I (1963-1983)
- Karekin II (Cilicia) (1977-1995), divenne sua santità, Karekin I catholicos d'Armenia e di tutti gli armeni dal 1995-1999.
- Aram I (1995-attuale)